# Fitz Henry Lane
Pour les articles homonymes, voir Lane.
Fitz Henry Lane (né Nathaniel Rogers Lane, également connu sous le nom de Fitz Hugh Lane), né le 19 décembre 1804 à Gloucester (Massachusetts) et mort le 14 août 1865) à Duncans Point (en) en Californie, est un peintre américain de style luministe.

## Œuvres

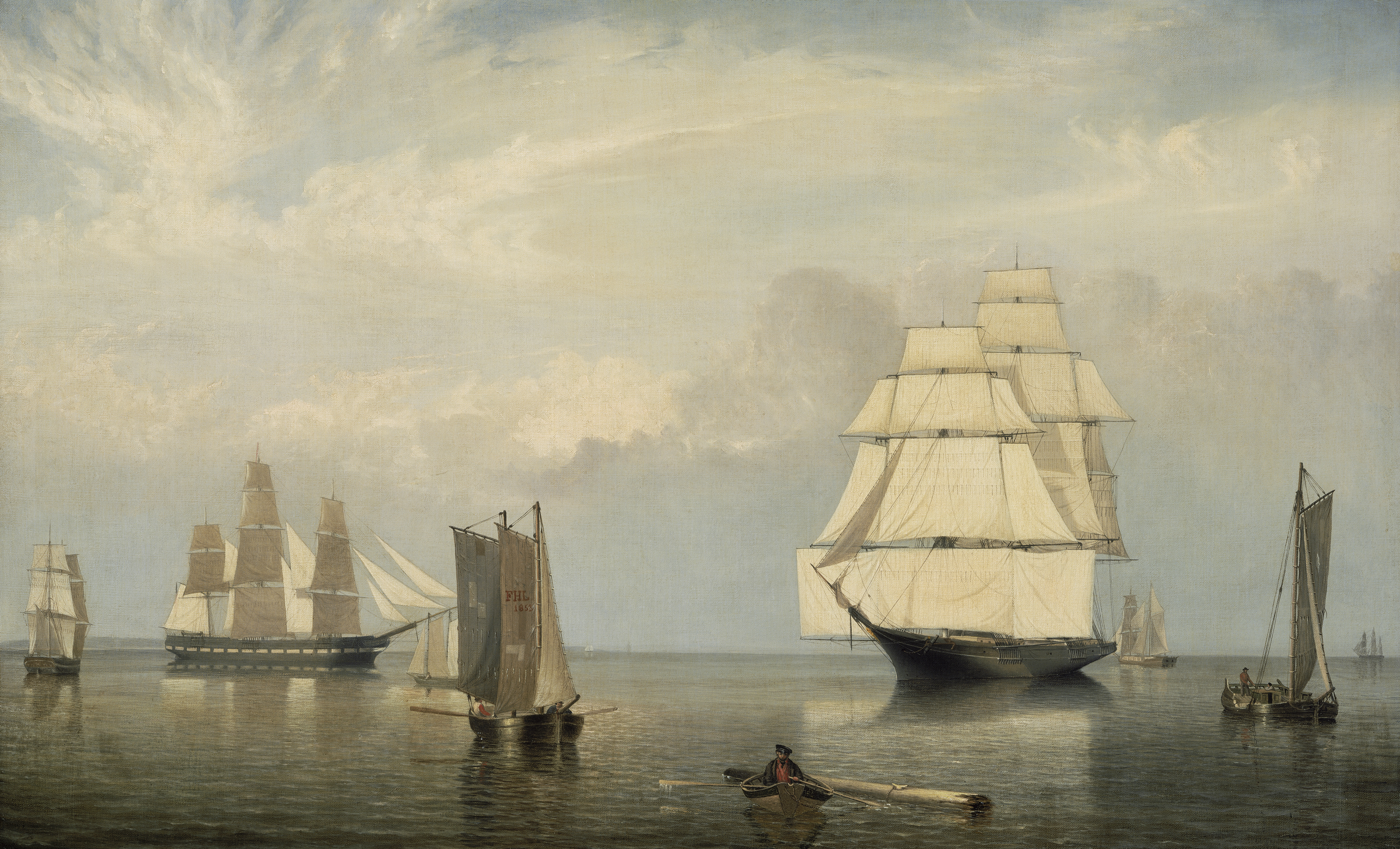
Salem Harbor, Salem, Massachusetts huile sur toile Fitz Henry Lane, 1853. Musée des beaux-arts de Boston.

- The Burning of the Packet Ship “Boston,” 1830, aquarelle
- View of the Town of Gloucester, Mass, 1836, lithographie
- Stage Rocks and Western Shore of Gloucester Outer Harbor, 1857, huile sur toile, John Wilmerding Collection
- Riverdale, 1863, Cape Ann Historical Museum Collection
- Gloucester Harbor from Rocky Neck, 1844, Cape Ann Historical Museum Collection
- The Western Shore with Norman's Woe, 1862, Cape Ann Historical Museum Collection
- Stage Fort Across Gloucester Harbor, 1862, The Metropolitan Museum of Art
- Clipper Ship “Sweepstakes”, 1853, Museum of the City of New York Collection[1]
- Ships Passing in Rough Seas, 1856, Private Collection
- The Fishing Party, 1850
- Lumber Schooners at Evening in Penobscot Bay, 1860, National Gallery of Art, Washington, DC
- View of Coffin's Beach, 1862, Museum of Fine Arts, Boston[2]